# Ilustração digital
Ilustração digital é qualquer tipo de ilustração feita digitalmente, no computador, através de softwares.

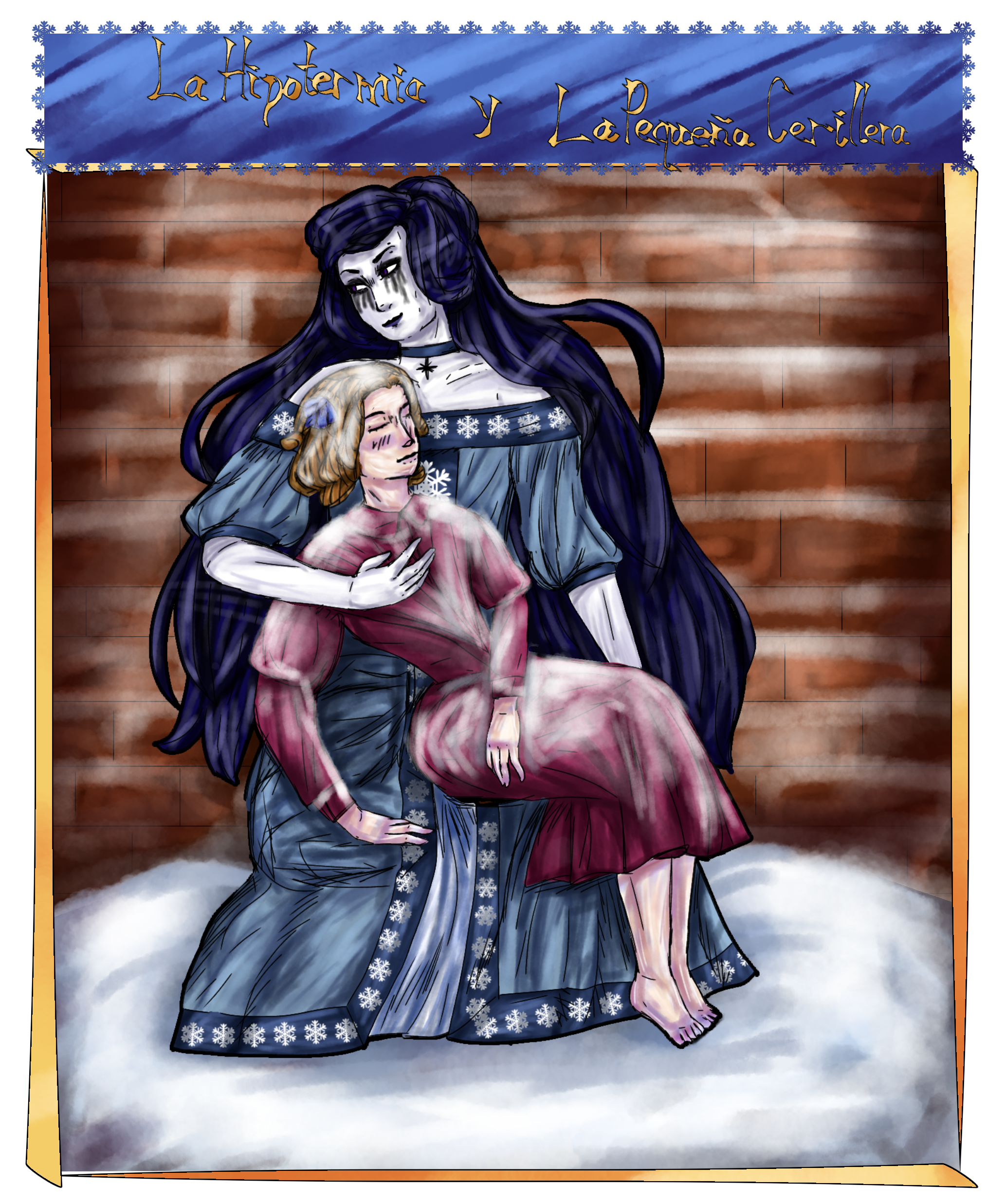
Um exemplo de ilustração digital feita em um celular e arte antropomórfica. A Pequena Vendedora de Fósforos com a personificação da Hipotermia.

Alguns software utilizados na Ilustração Digital são: Adobe Illustrator, Adobe Fireworks, Adobe Photoshop, Krita, Gimp, Inkscape, Clip Studio Paint, Paint Tool SAI e Mypaint. 